# 新台镇
新台镇，是中华人民共和国辽宁省鞍山市台安县下辖的一个乡镇级行政单位。

## 行政区划
新台镇下辖以下地区：
大台村、西桓村、德生村、遵化村、东桓村、云柳村、毛家村、南台村和新台村。